# Suzanne Daveau
Suzanne Blanche Daveau Ribeiro, plus connue sous le nom de Suzanne Daveau, née à Paris le 13 juillet 1925, est une géographe, chercheuse et photographe franco-portugaise. Ses plus de 300 publications portent sur la géographie en général et celle du Portugal en particulier.

## Biographie
Suzanne Daveau est la cousine-petite-fille du botaniste Jules Daveau. Sa famille est originaire du vignoble d'Argenteuil et elle passe ses vacances dans le Jura. En 1945 elle est institutrice à l'école primaire de Pantin. Pendant l'Occupation, elle poursuit ses études non pas dans une école normale, qui sont supprimées par le régime de Vichy car vues comme orientées politiquement, mais en lycée. Ce parcours lui ouvre la voie à l'université. Elle choisit la géographie car pour elle, « c'était une façon de connaître le monde, de sortir, de voyager » au contraire de l'histoire qui lui rappelle trop la propagande sous l'Occupation. Les cours se déroulent le jeudi, ce qui lui permet de combiner son emploi d'institutrice, où ce jour est libre, et ses études. En 1947 elle est diplômée de géographie de la Faculté des lettres de Paris. Face à ses bons résultats, Georges Chabot lui conseille le concours de l'agrégation. Elle fait partie des premières personnes agrégées de géographie en 1949. En 1949 elle enseigne la géographie et l'histoire en lycée à Gap, puis à Lons-le-Saunier, en 1952 et 1953 à Lille.
Elle donne des cours dans diverses universités, telles que l'université de Besançon et l'université de Reims.

## Travaux

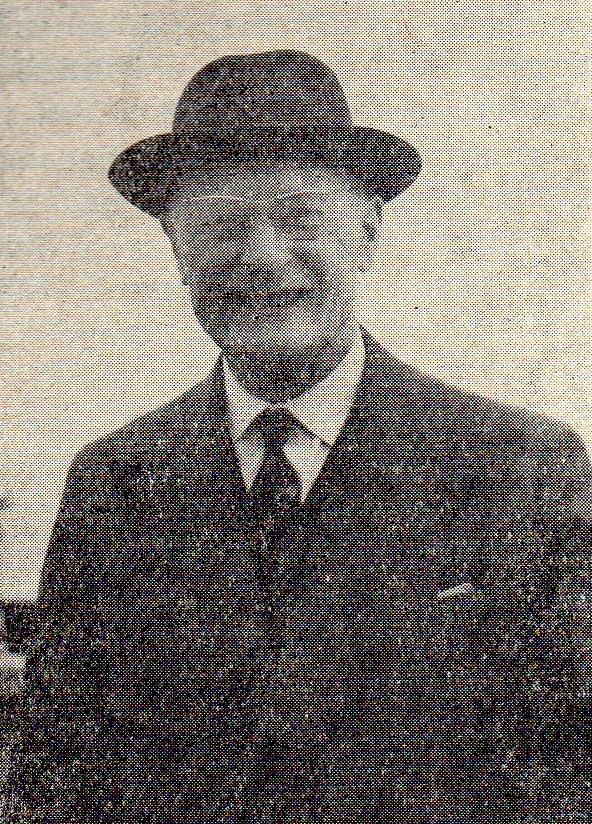
Georges Chabot

En 1957, elle soutient à la Faculté des lettres de Paris sa thèse Les régions frontalières de la montagne jurassienne : étude de géographie humaine, sous la direction de Georges Chabot. Ce travail thématique est considéré comme pionnier en se centrant, pour la première fois, sur l’étude d’une frontière d'un point de vue humain,. Il met l’accent sur les discontinuités démographiques, économiques et paysagères séparant le Jura suisse et le Jura français. Elle est la deuxième femme à obtenir un doctorat de géographie en France après Jacqueline Beaujeu-Garnier.
Comme beaucoup d'autres femmes de sa génération, elle rejoint des universités dites coloniales qui viennent de se créer. En 1957 elle est maîtresse de conférences à l'université de Dakar au Sénégal puis professeure de 1960 à 1964. Elle prend part lors des indépendances à la naissance d’une université nouvelle adaptée aux problématiques de l'Afrique. Suzanne Daveau apporte son soutien aux collègues africains militants et africanise l’enseignement. Elle effectue plusieurs missions avec Paul Pélissier, Assane Seck, Amadou M'Bou et Charles Toupet.
Elle travaille sur les milieux naturels et agraires de Mauritanie : réalisation des premières études géographiques sur les falaises de l’Adrar, de l’Assaba et du Tagant et contribue à des recherches archéologiques : ruines de Tegdaoust avec Jean Devisse et Denise Robert, itinéraire transsaharien décrit par El Bekri ou les anciens terroirs Gangara.
Personnalité décrite comme dotée d'une curiosité inébranlable pour la connaissance du monde, ses travaux portent sur des sujets aussi diversifiés que la géomorphologie et la climatologie, la géographie historique et régionale, l'histoire de la géographie et la cartographie.
En 1960, elle rencontre le géographe portugais Orlando Ribeiro lors du Congrès international de géographie qui se tient à Stockholm. Leur mariage en 1965 acte le début d'une longue collaboration scientifique et la conduit à orienter ses recherches sur le Portugal,. Mais du fait de la célébrité de son mari, la carrière scientifique de Suzanne Daveau reste moins connue du grand public.

### Travaux sur le Portugal
De 1970 à 1993, elle est professeure invitée à la Faculté des lettres de l'université de Lisbonne. Elle y introduit l'enseignement de la cartographie thématique, qui n'existe pas au Portugal. Elle effectue plusieurs voyages dans ce qui était alors des colonies portugaises, îles du Cap Vert, Angola, Mozambique.
En 1973, elle publie avec Ribeiro l'ouvrage de référence La Zone intertropicale humide, richement illustré. Centré sur l'être humain, il délaisse le développement sur les milieux naturels attendu pour un ouvrage de géographie zonale,.
L'ensemble de ses travaux durant toute sa carrière, plus de 300, font d'elle une spécialiste de la géographie du Portugal. Elle rédige ainsi plusieurs fiches pour l'Encyclopædia Universalis.

#### Geografia de Portugal
Avec Hermann Lautensach (de) et son mari Orlando Ribeiro, Suzanne Daveau publie une monumentale Geografia de Portugal en quatre volumes. La construction de l'ouvrage est originale. Elle s’appuie sur les travaux de l'Allemand Lautensach, prolongés par Ribeiro, actualisés et commentés par Suzanne Daveau. Ce sont trois générations et formations différentes de géographes qui se combinent. Travail important, exhaustif, sérieux et ambitieux, il propose des renseignements inédits et dispose d'une cartographie riche. Ces livres deviennent une référence sur la géographie du Portugal. Ils sont synthétisés par Suzanne Daveau dans Portugal geográfico.

#### Création deFinisterra
En 1966, avec Orlando Ribeiro et Ilidio do Amaral, Suzanne Daveau créée Finisterra, revue portugaise de géographie.

#### Publication des écrits posthumes d'Orlando Ribeiro
Après son décès en 1997, Suzanne Daveau réorganise, publie et réédite les écrits de son mari, dont certains inédits, avec une perspective critique et un esprit de méthode. Ses introductions et annotations apportent une remise en contexte historique du parcours scientifique de Ribeiro.

## Photographie
Initiée par son grand-père et sa mère, Suzanne Daveau fait de la photographie depuis ses onze ans. De Paris, en passant par ses terrains à Dakar puis sa vie au Portugal, ses photos sont un de ses outils de travail. Elles lui permettent d'interpréter le paysage et de noter des éléments réutilisés plus tard dans ses recherches. Elles ont fait l'objet d'expositions,. Les clichés sont publiés à destination du public dans Atlas Suzanne Daveau.

## Distinctions

### Décorations
- Chevalier de l'ordre du Mérite sénégalais en 1964[16].
- Chevalier de l'ordre national du Mérite en 1981[16].
- Grand officier de l'ordre de Sant'Iago de l'Épée en 2002[26].
- Médaille du Mérite scientifique par le ministère portugais des Sciences, Technologies et de l'Enseignement supérieur « pour sa pertinence dans le domaine de la géographie ainsi que pour sa carrière d'enseignante et ses recherches développées en France, en Afrique de l'Ouest et au Portugal » en 2019[27].

### Affiliations
- Membre correspondant de l'Académie des sciences de Lisbonne depuis le 17 février 1998[28].

### Titres honorifiques
- Docteur honoris causa de l'université de Lisbonne, 1997[4]
- Docteur honoris causa de l'université de Coimbra, 1998[4]
- Docteur honoris causa de l'université de Porto, 2001[4]

## Principaux ouvrages
- Suzanne Daveau, Les plateaux du sud-ouest de la Haute-Volta, Dakar-Fann, 1960, 64 p.
- (pt) Suzanne Daveau, O ambiente geográfico natural aspectos fundamentais, Lisboa, 1976, 135 p.
- Suzanne Daveau, Le relief du Baten d'Atar, Adrar mauritanien, vol. 2, Paris, Centre de recherches et documentation cartographiques et géographiques, CNRS, 1967, 101 p.
- Suzanne Daveau, Orlando Ribeiro, La zone intertropicale humide, Paris, Armand Colin, 1973, 275 p. (lire en ligne)
- (pt) Suzanne Daveau, Mapas Climáticos de Portugal. Nevoeiro e Nebulosidade, Contrastes Térmicos, Centro de Estudos Geográficos, 1985, 84 p.
- (pt) Orlando Ribeiro, Hermann Lautensach, Suzanne Daveau, Geografia de Portugal, 1987-1991 (4 volumes).
- (pt) Suzanne Daveau, Portugal geográfico, Lisboa, 1995, 223 p. (ISBN 972-923041-2)
- (pt) Suzanne Daveau, A descoberta da África Ocidental: ambiente natural e sociedades, Lisboa, 1999, 300 p.
- (pt) Maria Fernanda Alegria, Suzanne Daveau, João Carlos Garcia, Historia da cartografia portuguesa, Porto, Fio do Palavra editores, 2012, 310 p. (ISBN 978-989-8171-27-6)